# Mohamed Akli Amari
Mohamed Akli Amari − algierski bokser, amatorski wicemistrz Afryki w kategorii półciężkiej (2003)
W maju 2003, Amari zdobył srebrny medal na mistrzostwach Afryki, rywalizując w kategorii półciężkiej. W finale pokonał go Pasteur Mbuyi. W lipcu tego samego roku był uczestnikiem mistrzostw świata, startując w kategorii półciężkiej. Amari odpadł w 1/8 finału, przegrywając z Rudolfem Krajem.